# Domnall Bán
Domnall mac Donnchada o Domnall Bán (en inglés Donald III) (1033-1099) fue rey de Escocia. Fue el segundo hijo conocido de Duncan I de Escocia.
No se tiene constancia de sus actos durante el reinado de su hermano Malcolm III. Parece que a pesar de la tradición, no fue elegido sucesor al trono, sino que Malcolm designó a Edgardo como el futuro rey. Sin embargo, las muertes de Malcolm y de Edgard le permitieron acceder al trono desde 1093 hasta mayo de 1094 y del 12 de noviembre de 1094 al 1097, dos años antes de su fallecimiento, por padecer sífilis.